# Litauens herrlandslag i volleyboll
Litauens herrlandslag i volleyboll representerar Litauen i volleyboll på herrsidan. De har deltagit i kval till EM flera gånger, dock ännu utan att lyckas kvalificera sig.